# عاشورای شمسی
عاشورای شمسی روز مطابق عاشورا در تقویم هجری شمسی است که معمولاً برابر با بیستم مهرماه می‌باشد و بعضی شیعیان این روز را بزرگداشت می گرفته‌اند. این روز در گاهشماری‌های دیلمی روز چهارم نوروزماه دیلمی (برابر تیر و مرداد خورشیدی) بود که در آن برای حسین بن علی سوگواری می‌کردند.

## پیشینه
بازماندگان ملا علی بابا مهرانی (مخلص) در روستای مهران طالقان (واقع در غرب استان البرز) حدود یک قرن و نیم است که همه ساله، آخرین جمعه تیر ماه را به مناسبت سالگرد کشته‌شدن حسین (عاشورا) سوگواری می‌کنند. آنان با سیاهپوش کردن معابر و منازل و برافراشتن پرچم‌های سیاه به عزاداری، سینه زنی، تعزیه خوانی و اطعام می‌پردازند. ملا علی بابا مهرانی فرزند شیخ لطفعلی از شعرا و ادبای عصر زندیه‌ است. او تا ۵۰ سالگی کمتر شعر می‌سروده و بیشتر تعزیه خوانی می‌کرده‌است که پس از مشاهده رویایی معنوی در سال ۱۲۸۰هجری قمری با جدیّتی بیشتر به تعزیه خوانی مشغول شده و در تعیین زمان دقیق اتفاقات محرم بر اساس گاهشماری دیلمی از این رؤیا مدد می‌گیرد. آخرین جمعه تیر ماه بر اساس گاهشماری کوه نشینان‚ شمال ایران مصادف با روز عاشورا است.

## نوروز ماه
در روزگاران گذشته که هنوز استفاده از تقویم ماههای خورشیدی رواج چندانی نداشت؛ گاهشماری دو سوی دامنه‌های البرز به ویژه طالقان به این صورت محاسبه می‌شد که هر ماه را سی روز حساب می‌کردند که به این ترتیب سال، ۳۶۰ روزه می‌شده و پنج روز باقی‌مانده از ۳۶۵روز سال خورشیدی را جزء ایام عمر خود محسوب نمی‌کردند. آن‌ها ۲۱ تا ۲۵ فروردین را با عنوان «پنجه پیتک» (خمسه مسترقه)، پنج روز آخر سال به‌شمار می‌آوردند. ماه‌های این تقویم به گویش محلی عبارتند از: اول ماه، سیا ماه، دیه ماه، ورفن ماه، نوروزماه، تن شور ماه، کرچ ماه، هری ماه، تیر ماه، مردال ماه، شریر ماه، امیر ماه. درباره۳۶۰روز بودن این تقویم که بر خلاف ماه‌های خورشیدی از نظر مطابقت ماه با فصل فرق داشت؛ گفته‌اند: «رواج دهندگان آن ۵ روز اول را جزء سال جدید به حساب نمی‌آوردند تا سایر ماه‌ها ۳۰ روزه شود. شاید نمی‌توانستند ماههای نیم سال اول را ۳۱ روزه محاسبه کنند؛ به همین دلیل وقتی ۵ روز اول سال را به سال دیلمی می‌افزاییم سال ۳۶۵ روز به دست می‌آید». نوروزماه گاهشماری‚ دیلمی برابر با ماه‌های چهارم و پنجم خورشیدی (تیر و مرداد) است که مانند ماه‌های طبری از نیمه تیر ماه آغاز می‌گردد..

## عاشورای شمسی
بازماندگان ملاعلی بابا در طالقان بر این باورند که ۱۰ محرم سال ۶۱ هجری قمری (=عاشورا) برابر با ۲۰ مهر ۵۹ خورشیدی و مصادف با چهارم نوروز ماه گاهشماری دیلمی بوده‌است. از نسخه خطی «تشبیه المصائب» ملاعلی بابامهرانی چنین بر می‌آید که دوستداران حسین در روستای مهران طالقان علاوه بر ایام محرم در روز چهارم نوروز ماه به عنوان «عاشورای قدیم» سوگواری می‌کردند که به تدریج به روز هفتم و بعدها به روز هجدهم و هم‌اکنون به آخرین جمعه تیر ماه (نیمه دوم نوروز ماه دیلمی) انتقال یافته‌است. برخی از اهالی روستای مهران بر این نظرند که مرحوم مخلص با استفاده از علم نجوم روزگار خویش و مکاتبه با «مرحوم شیخ جعفر مازندرانی»، تاریخ عاشورای سال ۶۱ هجری قمری را با تاریخ فرس قدیم مطابقت داده و آغازگر آیین عاشورای قدیم در منطقه طالقان بوده‌است..

## تطبیق تاریخی
عاشورای شمسی سال ۶۱ هجری قمری طبق بعضی محاسبات نجومی با توجه به گاه‌شماری هجری قمری هلالی با سه‌شنبه، ۲۰ مهر ۵۹ هجری خورشیدی (۹ اکتبر ۶۸۰ میلادی) برابر دانسته می‌شود.
اما براساس محاسبات جدولی گاه‌شماری هجری قمری قراردادی این روز با چهارشنبه، ۲۱ مهرماه خورشیدی (۱۰ اکتبر میلادی) همان سال تطبیق داده می‌شود.